# Аш (Чехия)
Вижте пояснителната страница за други значения на Аш.
Аш (на чешки: Aš; на немски: Asch) град в Карловарски край, Чехия. Най-западния град на Чехия разположен близо до границата с Германия.

## История
Преди основаването на Аш в началото на 11 век от немски колонисти, на неговото място е имало безлюдни хълмове и мочурища. Германците, основали града, произхождат от баварската марка Нордгау и пристигат по време на разселването си на изток, т.нар. Ostsiedlung. Предишни селища на полабски славяни в района не са известни. Подобно на Егерланд, диалектът, говорен в града е от района на Горен Пфалц, намиращ се на юг, известен също като севернобаварски. В съседния район на Саксония, Фогтланд на изток, този диалект се среща само в населени места в близост до границата с Чехия, като например Адорф и Маркнойкирхен. Горнопфалцкият диалект има по-силно присъствие в района на Бад Брамбах, където е известен като южнофогтландски.
Първите записани управители са фогтските чиновници от Вайда, Тюрингия, които дават името на целия регион Фогтланд. През 1281 г. те официално получават тези земи от крал Рудолф I като непосредствено феодално владение, подчинено единствено на краля. През 1329 г. император Лудвиг IV издига владетелите до имперски князе, но въпреки това, две години по-късно те продават земите на Аш на Ян Люксембургски, който от 1322 г. също така владее съседния Егерланд на юг. Заедно със съседните Селб и Елстер, Аш е даден като феод на фрайхерите на Нойберг (Подхради). Когато през 1394 г. Конрад фон Нойбург умира без да остави мъжки наследник, по силата на брака на Хедвига фон Нойбург с Конрад фон Зедвиц, Аш преминава под контрола на рода Зедвиц.
През 1557 г. регионът на Аш е включен в земите на Чешката корона от хабсбургския крал Фердинанд I.
Подобно на съседния Егерланд, тези земи останават протестантски до Тридесетгодишната война, тъй като Контрареформацията не достига до граничните райони на Западна Бохемия. През 1648 г. Вестфалският мир потвърждава протестантската конфесия на жителите. През 1774 г. императрица Мария Тереза официално медиатизира Аш като част от земите на Чешката корона в рамките на Хабсбургската монархия, въпреки закъснялата съпротива от страна на рода Зедвиц. Независимо от това, тя гарантира протестантското изповедание на жителите, и потвърждава през 1781 г. Едикта на толерантност, издаден от сина ѝ, император Йозеф II.
От 1806 г. Аш, задно с Бохемия, принадлежи на Австрийската империя и е част от Цислейтанска Австрия след Компромиса от 1867 г. До 1918 г. градът остава част от Австро-Унгария като административен център на областта Аш, една от 94-те Bezirkshauptmannschaften в Бохемия. През 1854 г. на региона е даден правен статут на окръг, с което формално се приключва петвековното правно управление от страна на рода Зедвиц. През 1864 г. Аш е свързан към железопътната линия Егер-Хоф, с разклонение към Адорф, открито през 1885 г. Аш получава статут на град през 1872 г., тъй като населението се е увеличило поради разцвета на текстилната индустрия. Към 1910 г. населението нараства до 21 880 жители, от 9405 през 1869 г.
След разпадането на Австро-Унгарската монархия в края на Първата световна война, войнишки съвет завзема властта в града и отхвърля исканията на сепаратистите от Егер за анексиране на земите от Ваймарската република, като предпочита да остане в Република Германска Австрия – нещо, на което скоро е отказано на Парижката мирна конференция през 1919 г. По време на преговорите при сключването на Сенжерменския договор, американските пратеници като Алън Дълес, не успяват да убедят другите представители да включат бохемските издатини към Ваймарска Германия, като например Аш или Румбурк в Шлукновската издатина. Така областта става част от новосъздадената държава Чехословакия, и получава своето настояще чешко име. На 18 ноември 1920 г., чешката милиция сваля паметника на император Йозеф II въпреки местните протести, при които са застреляни трима граждани: 27-годишният Фердинанд Кюнцел, 45-годишният хлебар Едуард Шиндлер и 22-годишният Роберт Касман. 1921 Чехословашкото преброяване от 1921 г. отчита 183 етнически чехи, при население от 40 000 души в областта, а това от 1930 г. показва 520 чехи, при население от 45 000 души.

## Забележителности
- Кметството в стил бароко (1733 г.). През 1814 г. то е изпепелено от силен пожар, но още през 1816 г. е напълно възстановено. По-късно е пристроен още един етаж. През 20 век кметството претърпява комплексна реконструкция, а по-късно в нея е резположена библиотека. От 2003 г. зданието отново започва да изпълнява функциите на кметство на града.
- Музеят на града е основан през 1892 г., като се намира в здание на улица Микулашка.
- Църква Св. Николай – римокатолически храм, датиран от 1871 г.
- Салва Гурадия – каменен релеф с изображения на императорски символи, удостоверяващи освобождението на град Аш от задължението да настанява войски. Релефът се намира в градския музей.
- Наблюдателна кула на хълма Гай, построена през 1902 – 1903 г. Архитект е В. Крейс, а височината на кулата 36 m.
- Евангелска църква Св. Троица

## Местни части
- Аш
- Долни Пасеки
- Доубрава
- Хорни Пасеки
- Копанини
- Мокържини
- Небеса
- Нови Ждар
- Вернержов

## Демография
| Година    | 1970   | 1980   | 1991   | 2001   | 2003   | 2013   |
| --------- | ------ | ------ | ------ | ------ | ------ | ------ |
| Население | 12 843 | 12 925 | 12 285 | 12 584 | 12 866 | 13 163 |

Виж: www.czso.cz

## Партньорски градове
Аш има сътрудничество с:
- Реау, Германия
- Йолсниц (Oelsnitz), Германия
- Фиумефредо ди Сичилия (Fiumefreddo di Sicilia), Италия
- Плауен, Германия

## Галерия
- Църква
- Музея в Аш
- Главната улица